# London Critics’ Circle Film Award/Spezialpreis
Von 1981 bis 1998 und 2002 wurden bei den London Critics’ Circle Film Awards besondere Leistungen im Filmbereich mit einem Spezialpreis geehrt.
Bisher waren nur Artificial Eye und Freddie Francis zweimal erfolgreich.

## Preisträger
Anmerkung: Die Preisverleihung bezieht sich immer auf Filme des vergangenen Jahres, Preisträger von 1981 stammen also aus dem Filmjahr 1980.
| Jahr | Preisträger                                      | Film                                                            | Leistung                                          |
| ---- | ------------------------------------------------ | --------------------------------------------------------------- | ------------------------------------------------- |
| 1981 | Peter Sellers                                    | Willkommen Mr. Chance (Being There)                             | Schauspieler                                      |
| 1981 | Gillian Armstrong                                | Meine brillante Karriere (My Brilliant Career)                  | Regisseurin                                       |
| 1982 | Freddie Francis                                  | Der Elefantenmensch (The Elephant Man)                          | Kameramann                                        |
| 1982 | Bill Forsyth                                     | That Sinking Feeling, Gregory’s Girl                            | Regisseur, Drehbuchautor                          |
| 1983 | David Puttnam                                    |                                                                 | Produzent                                         |
| 1983 | Lawrence G. Paull, Douglas Trumbull und Syd Mead | Blade Runner                                                    | für das visuelle Design                           |
| 1984 | Jonathan Hodgson                                 | Night Club                                                      | Animation                                         |
| 1984 | Artificial Eye                                   |                                                                 | Filmweiterverbreitung                             |
| 1985 | Iain McCall                                      | Christmas for Sale                                              | Animation                                         |
| 1986 | Palace Pictures                                  |                                                                 | Filmweiterverbreitung                             |
| 1987 | Lillian Gish                                     |                                                                 | Schauspielerin                                    |
| 1987 | Alexandre Trauner                                |                                                                 | Setdesigner                                       |
| 1987 | John Barry                                       | Out of Africa                                                   | Musik                                             |
| 1988 | Pinewood Studios                                 |                                                                 | Filmproduktion                                    |
| 1988 | Tommie Manderson                                 |                                                                 | Make-up Artist                                    |
| 1988 | Ennio Morricone                                  |                                                                 | Filmkomponist                                     |
| 1988 | David Rose                                       |                                                                 | Filmkomponist                                     |
| 1989 | Leslie Halliwell                                 |                                                                 | Autor/Filmkritiker                                |
| 1989 | Leslie Hardcastle, David Francis                 |                                                                 | Kuratoren des Museum of the Moving Image (London) |
| 1989 | Dilys Powell                                     |                                                                 | Filmkritikerin                                    |
| 1989 | Miklós Rózsa                                     |                                                                 | Filmkomponist                                     |
| 1990 | Artificial Eye                                   |                                                                 | Filmweiterverbreitung                             |
| 1990 | Charles Crichton                                 |                                                                 | Regisseur                                         |
| 1990 | Alec Guinness                                    |                                                                 | Schauspieler                                      |
| 1991 | Penelope Houston                                 |                                                                 | Filmkritikerin                                    |
| 1991 | Simon Relph                                      |                                                                 | Produzent                                         |
| 1992 | John Sayles                                      |                                                                 | Verdienste um den britischen Independentfilm      |
| 1993 | Freddie Francis                                  |                                                                 | Kameramann, Regisseur                             |
| 1994 | Kate Maberly                                     | Der geheime Garten (The Secret Garden)                          | Schauspielerin                                    |
| 1995 | Barry Norman                                     |                                                                 | Filmkritiker                                      |
| 1995 | Hugh Grant                                       | Vier Hochzeiten und ein Todesfall (Four Weddings And A Funeral) | Schauspieler                                      |
| 1996 | John Gielgud                                     |                                                                 | Schauspieler                                      |
| 1996 | Peter Rogers                                     |                                                                 | Produzent der Carry-On-Filmreihe                  |
| 1997 | Norman Wisdom                                    |                                                                 | Komiker                                           |
| 1998 | Woody Allen                                      |                                                                 | Regisseur/Drehbuchautor/Schauspieler              |
| 1998 | Kevin Spacey                                     |                                                                 | Schauspieler                                      |
| 2002 | Eon Productions Ltd.                             |                                                                 | zum 40-jährigen Jubiläum von James Bond           |